# Versöhnungskirche (Dresden)

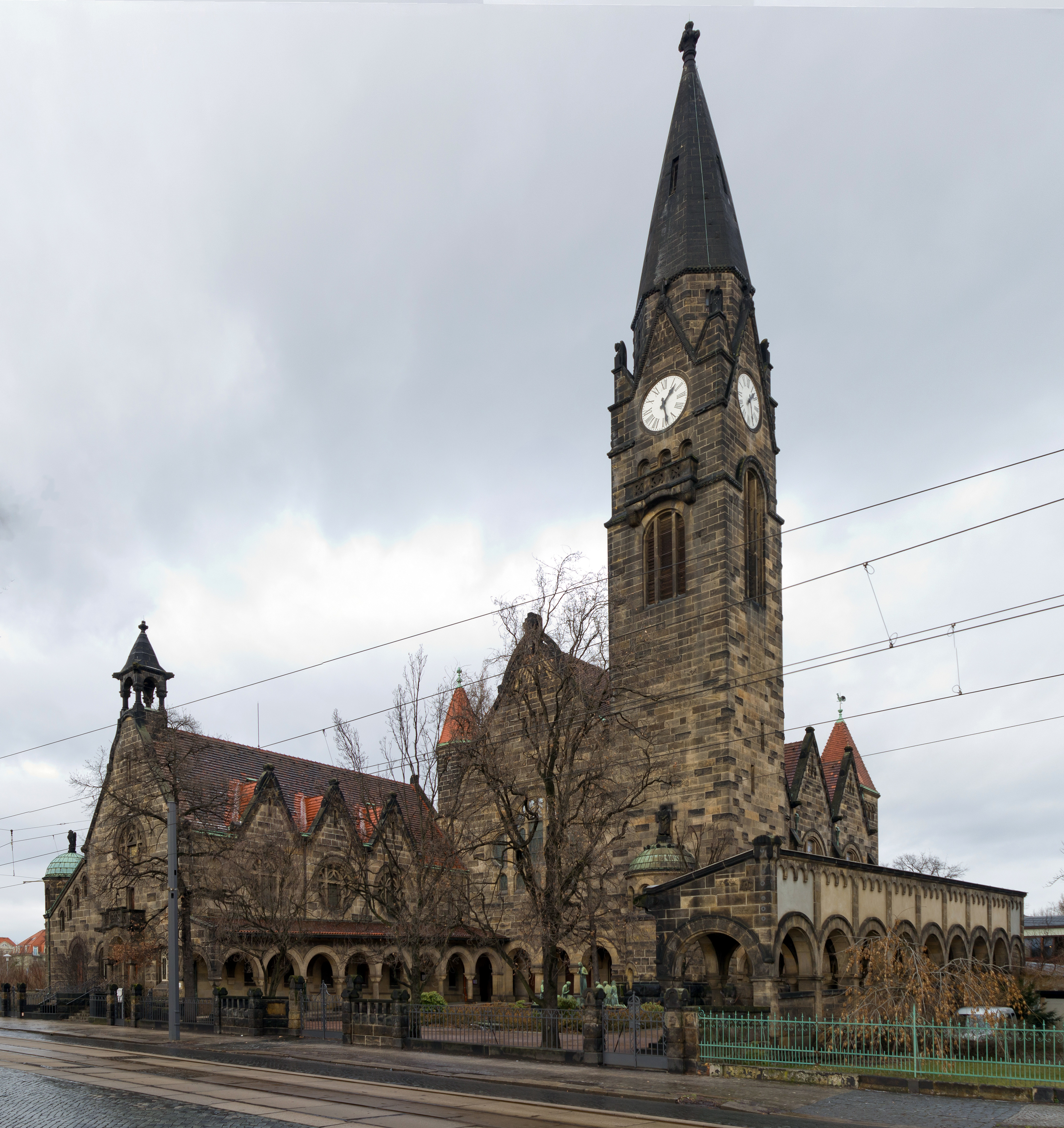
Die Versöhnungskirche in Striesen

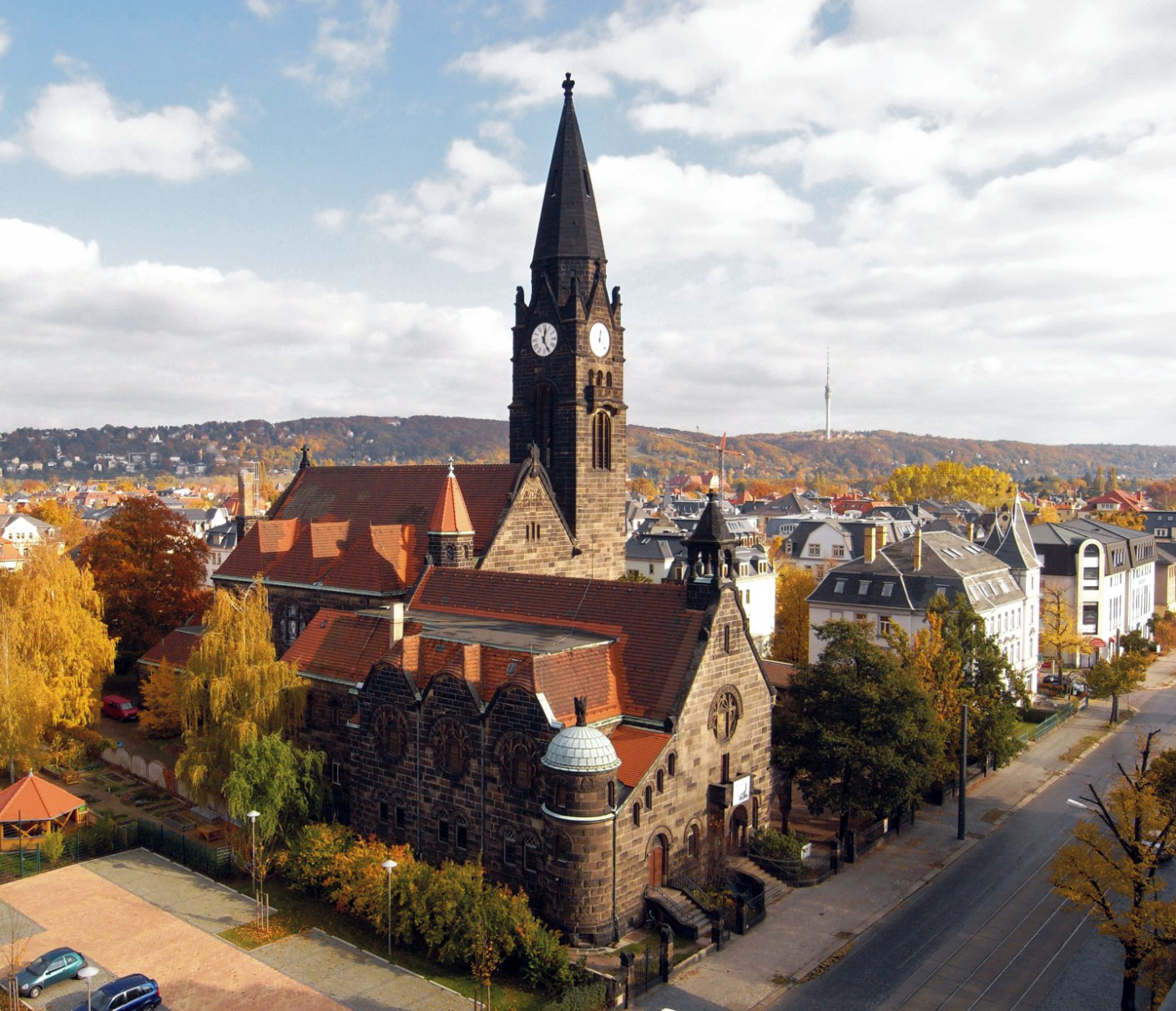
Blick auf die Versöhnungskirche. Im Vordergrund das Gemeindehaus.

Die Versöhnungskirche ist ein Kirchengebäude an der Schandauer Straße / Wittenberger Straße 96 in Dresden-Striesen. Der Bau ist ein Beispiel für die Dresdner Reformarchitektur und heute eines der drei Gotteshäuser der Evangelisch-Lutherischen Kirchgemeinde Dresden-Blasewitz.

## Beschreibung

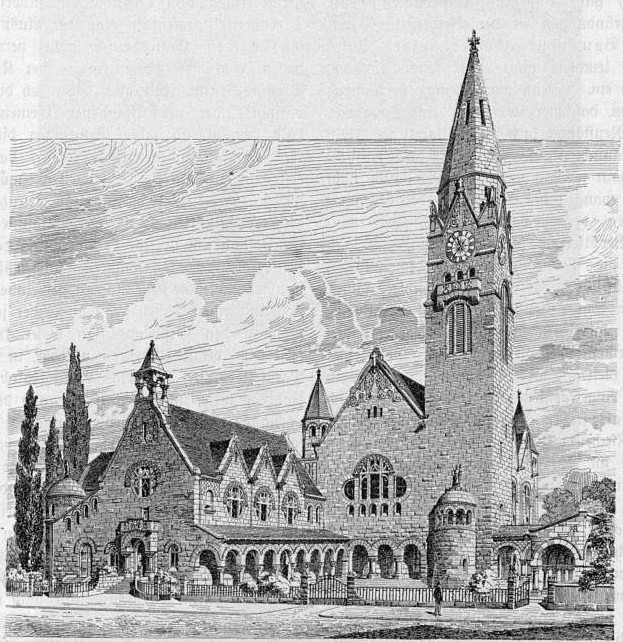
Entwurfszeichnung

Die Kirche wurde als Saalkirche mit einem funktional verbundenen Gemeindesaalgebäude einschließlich weiterer Funktionsräume 1902 von Gustav Rumpel und Arthur Krutzsch entworfen und in den Jahren 1905 bis 1909 von Krutzsch und Rumpels Sohn Fritz errichtet. Der Sakralbau verbindet romanische und gotische Motive mit denen des Jugendstil. Auf der Dritten Deutschen Kunstgewerbeausstellung 1906 in Dresden wurde ein monumentaler Kirchenraum mit Ausmalung gezeigt, der das hier zur Anwendung gekommene malerische Konzept vorskizzierte.
Besonders kennzeichnend für dieses Bauwerk sind die zahlreichen individuell entworfenen Ornamente und Kleinplastiken mit ihrer großen Vielfalt an Formen und Motiven. Dieser schmückende Reichtum findet sich im Inneren, an der Fassade und in der Fenstergestaltung.

### Fassade

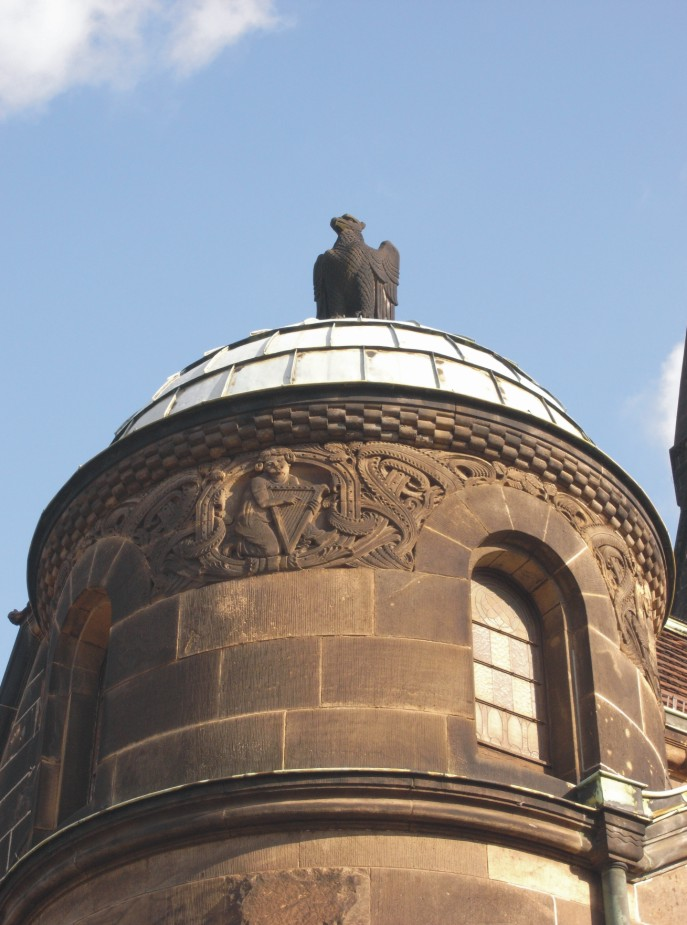
Turm am Gemeindehaus

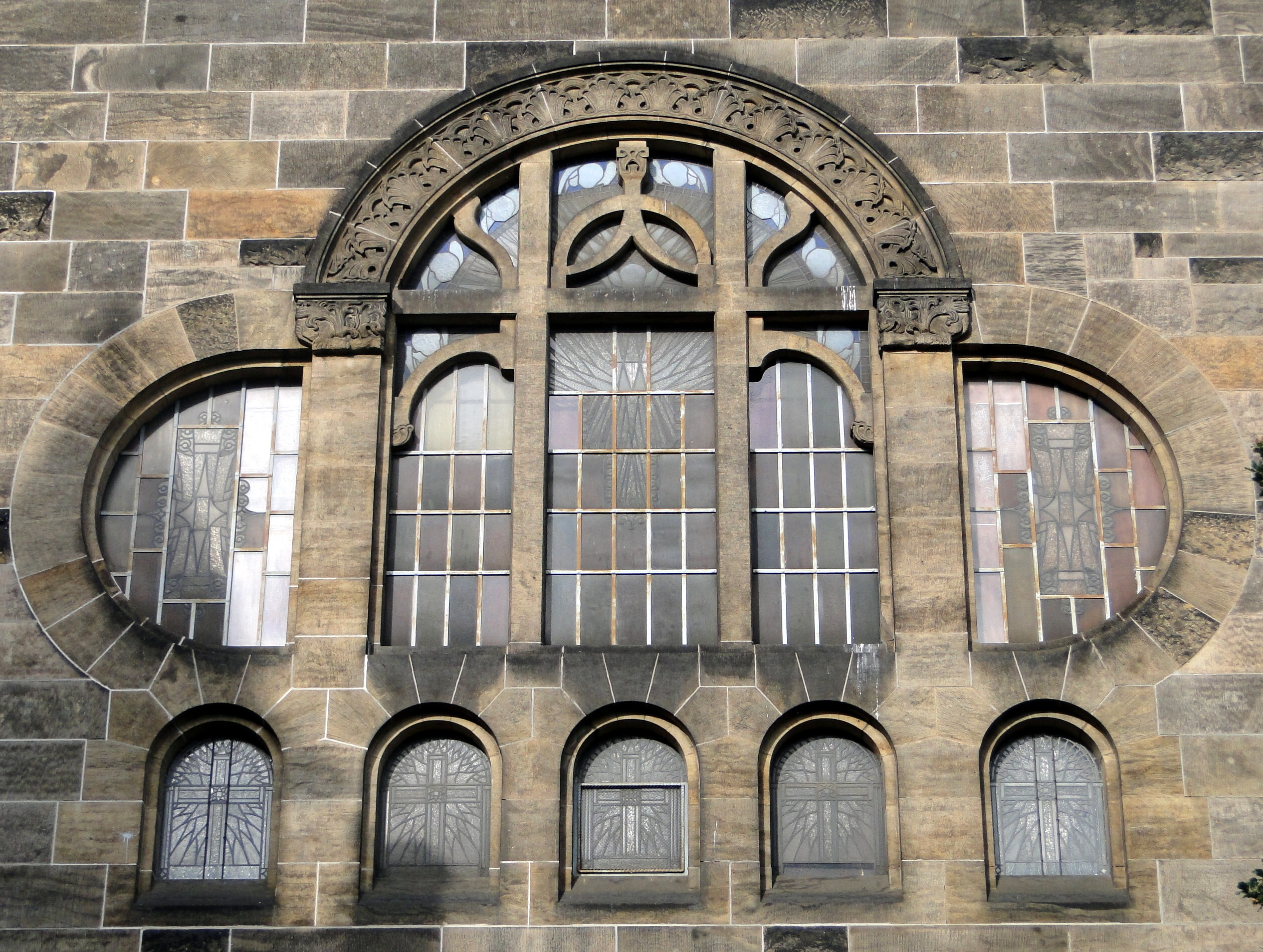
Fenster in der Giebelfront der Kirche

Über einen zur Straße hin geöffneten Hof mit neoromanischen Rundbogenarkaden gelangt man zu einem Gebäudekomplex bestehend aus Kirche mit dem Gemeindegebäude, den Gemeindesaal einschließend. Die Gruppe an Bauten ist von einer großen Dachlandschaft mit Giebeln, Türmchen, Türmen und Dachreitern gekennzeichnet. Gekrönt wird das Gesamtbauwerk durch den spitz zulaufenden hohen Turm. Dies erinnert an historische Motive wie mittelalterliche Pfalzen, wobei das Motiv auf freie und assoziative Art zitiert wurde. Es gelang Rumpel und Krutzsch das Motiv umzuinterpretieren und einen markanten, massigen und harmonischen Gebäudekomplex zu schaffen. Die großflächigen, glatten Sandsteinflächen erinnern unbewusst an mittelalterliche Festungen und sind Folge des Materialstils innerhalb der Reformarchitektur. Nur wenige Mauerwerkssteine oberhalb des Erdgeschosses haben eine gespitzte Oberfläche, wodurch sie im Kontrast zu ihrer Umgebung deutlich hervortreten. In der Erdgeschosszone wurden sie im Mauerwerk durchgehend angeordnet. Die äußere Gestaltung legte vor allem Wert auf die Wirkung des Materials, hier der Elbsandstein, der vom Sockel bis in die Spitze des Turmes zur Anwendung kam.
Am Giebel des Gemeindehauses zeigt ein Flachrelief betende Menschen, die eine Ruhepause bei ihrer Arbeit einlegten. Den Treppenturm dieses Gebäudes ziert ein ornamentaler Fries mit Darstellungen der Musen. Dieser wird zur Dachtraufe durch ein gezahntes Ornamentband begrenzt. Das Gemeindehaus hat einen eigenen Eingang an der Straßenseite des Kirchengrundstücks. Über dem Arkadengang ist seine Fassade von drei Schmuckgiebeln und ihren großen Rundfenstern geprägt. Durch sie fällt das Licht in den großen Gemeindesaal mit eigener Bühne. Die Fenstereinfassungen, ihr Maßwerk, Giebeltraufe sowie Teile der Wandflächen sind reich mit floralen und geometrischen Motiven verziert.
Den Giebel des Kirchenbaus schmückt ebenfalls ein Flachrelief. Es zeigt die Taufe Jesu unter Sonnenstrahlen, mit Akanthusranken im Hintergrund. Den oberen Abschluss des Giebels bildet ein steinernes Kreuz.
Am Fuß des 62 Meter hohen und schlanken Kirchturms steht über einem kleinen apsisartigen Treppenturm eine lebensgroße Lutherplastik, die in ihrer linken Hand eine Bibel hält. Weitere figürliche Details schmücken diese Gebäudefront. Auf Höhe des Glockenstuhles, unterhalb der Turmuhr, ragt ein Balkon mit ornamental durchbrochener Balustrade aus der glatten Wand hervor. Über dieser Uhr verjüngt sich die Fassade auf allen vier Seiten zu gotisierenden Schmuckgiebelen und geht weiter in den steinernen Turmhelm über.

### Innenräume

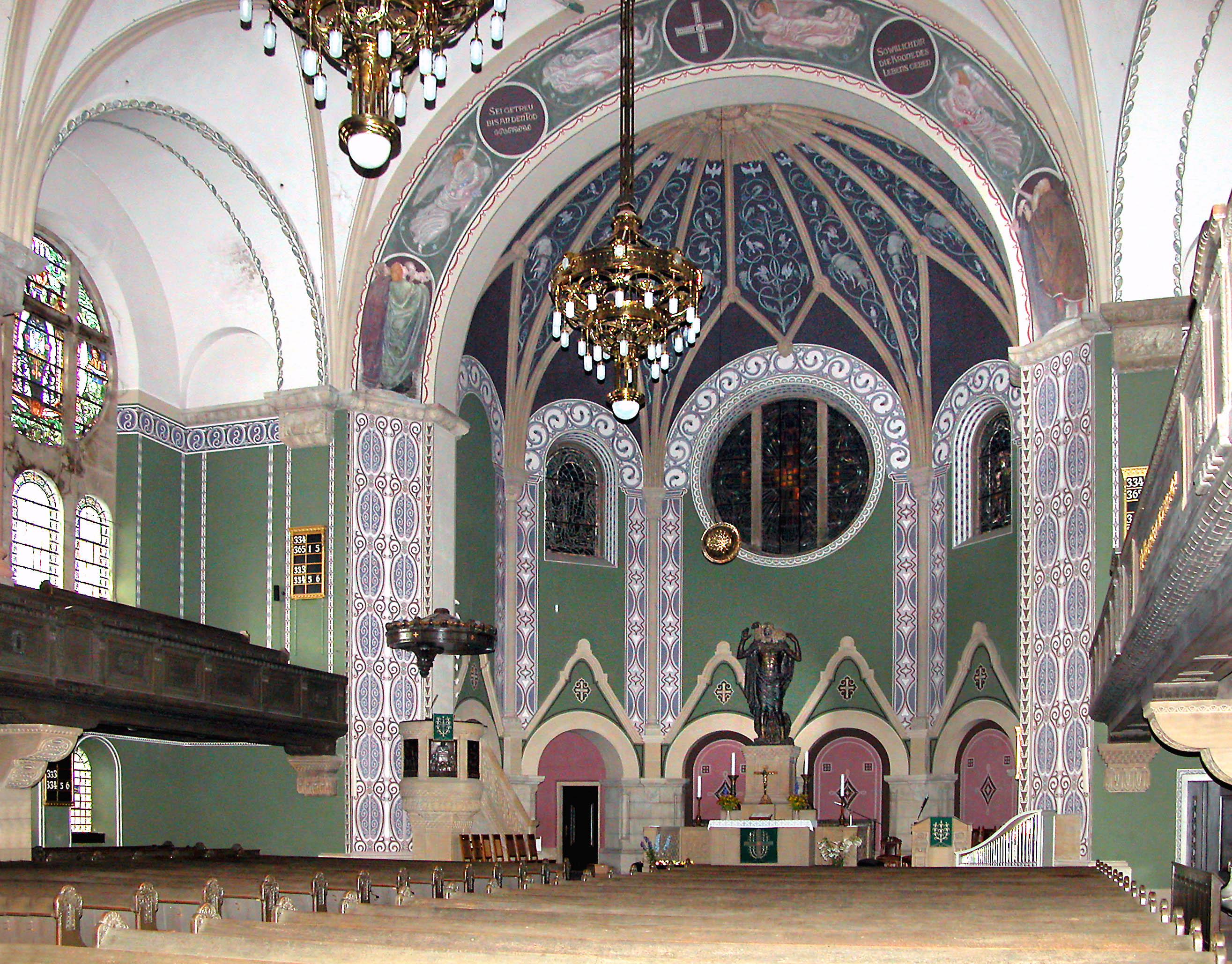
Sicht zum Altar

Die Ausstattung des Bauwerks stand unter der Gesamtleitung von Otto Gussmann. Dieser gab der Kirche sein malerisch-dekoratives Konzept und lieferte die Entwürfe für die Glasfenster im Chor. Die künstlerischen Ausmalungen des Kirchenraumes übernahm nach diesen Vorgaben sein Schüler Max Friedrich Helas, der hier seinen ersten größeren Auftrag ausführen konnte. Im Anschluss wurde ihm der Auftrag zur dekorativen Gestaltung der Sakristeien und Treppenhäuser erteilt. Einige Fenstergestaltungen stammen von Paul Rößler (Rundfenster) und Max Friedrich Helas (Treppenhaus des Gemeindehauses). Der Bildhauer Georg Wrba schuf die große Skulptur des guten Hirten am Altar, das Altarkruzifix und seine beiden Leuchter. Karl Groß hinterließ zahlreiche Plastiken im Gebäude. Von ihm stammen auch der Taufstein aus Zöblitzer Serpentin mit Bronzedeckel, die Flachreliefs der Kanzel und das Lesepult seitlich vom Altar. Weitere Bildhauerarbeiten im Gebäude sind Werke von Oskar Paul Hempel (1887–1957) und Friedrich Wittig.
Die dekorativen Heizungsgitter im Altarraum sind eine Metallarbeit von Max Großmann und werden jeweils durch eine Platte aus einem damals bekannten dunkelgrauen und weiß gefleckten belgischen Kalkstein abgedeckt.

### Glocken
Entsprechend ihrer Größe verfügt die Versöhnungskirche über eines der tontiefsten Geläute Dresdens. Im Jahr 1907 lieferte der Bochumer Verein drei Gussstahlglocken in der Disposition g–b–c′. Neben dem dreistimmigen »Tē Dĕum«-Motiv können als Glockenkombination weiterhin zweistimmig das Quart-Motiv g–c′, die Kleine Terz g–b sowie die Große Sekunde b–c′ erklingen.
Die Glocken läuten an gekröpften gusseisernen Jochen in einem Stahlstuhl und wiegen insgesamt 10.118 kg.

### Orgel
Die Orgel der Versöhnungskirche stammt aus dem Jahr 1909 und wurde von dem Dresdner Orgelbauer Johannes Jahn erbaut. Nach einem Umbau im Jahr 1939 durch Eule wurde die Orgel 2008–2011 durch Scheffler in mehreren Bauabschnitten teilweise dem Originalzustand angenähert. Allerdings wurde die Doppelfunktion des Fernwerks (Kirche/Gemeindehaus) nicht wiederhergestellt. Das Fernwerk erhielt eine pneumatische statt elektropneumatische Traktur und die Orgel einen neuen Spieltisch nach Bauform Wilhelm Sauer. Das spätromantisch disponierte Instrument verfügt über 49 Register (Kegelladen) und zwei Transmissionen auf drei Manualen und Pedal. Die Trakturen sind pneumatisch.
| I Manual C–a3 |                |       |
| 1.            | Principal      | 16′   |
| 2.            | Principal      | 8′    |
| 3.            | Konzertflöte   | 8′    |
| 4.            | Doppelflöte    | 8′    |
| 5.            | Viola da gamba | 8′    |
| 6.            | Octave         | 4′    |
| 7.            | Fugara         | 4′    |
| 8.            | Gemshorn       | 4′    |
| 9.            | Quinte         | 2 ⁄3′ |
| 10.           | Octave         | 2′    |
| 11.           | Cornett III–V  |       |
| 12.           | Mixtur IV–V    |       |
| 13.           | Fagott         | 16′   |
| 14.           | Trompete       | 8′    |

| II Manual C–a3 |                     |       |
| 15.            | Bordun              | 16′   |
| 16.            | Principal           | 8′    |
| 17.            | Hohlflöte           | 8′    |
| 18.            | Gedackt             | 8′    |
| 19.            | Salicional          | 8′    |
| 20.            | Dolce               | 8′    |
| 21.            | Octave              | 4′    |
| 22.            | Traversflöte        | 4′    |
| 23.            | Rohrflöte           | 4′    |
| 24.            | Nasat               | 2 ⁄3′ |
| 25.            | Octave              | 2′    |
| 26.            | Clarinette aufschl. | 8′    |
| 27.            | Scharff III         |       |

| III Manual C–a3 |                    |     |
| 28.             | Gedackt            | 16′ |
| 29.             | Geigenprincipal    | 8′  |
| 30.             | Wienerflöte        | 8′  |
| 31.             | Rohrflöte          | 8′  |
| 32.             | Violine            | 8′  |
| 33.             | Aeoline            | 8′  |
| 34.             | Voix celestis      | 8′  |
| 35.             | Principal          | 4′  |
| 36.             | Zartflöte          | 4′  |
| 37.             | Piccolo            | 2′  |
| 38.             | Harmonia aeth. III |     |
| 39.             | Oboe               | 8′  |

| Pedal C–f1 |                      |         |
| 40.        | Untersatz            | 32′     |
| 41.        | Principal            | 16′     |
| 42.        | Violonbaß            | 16′     |
| 43.        | Aeolinenbaß          | 16′     |
| 44.        | Subbaß               | 16′     |
| 45.        | Quintbaß             | 10 2⁄3′ |
| 46.        | Oktavbaß             | 8′      |
| 47.        | Violoncello (Nr. 32) | 8′      |
| 48.        | Oktavbaß             | 4′      |
| 49.        | Posaune              | 16′     |
| 50.        | Trompete             | 8′      |
| 51.        | Zartbaß (Nr. 28)     | 16′     |

- Koppeln:
  - Normalkoppeln: III/I, II/I, III/II, I/P, II/P, III/P
  - Superoktavkoppeln: I/I, II/II, III/III
- Spielhilfen: Chöre (Flöten, Gamben, Prinzipale), Rohrwerke, Crescendowalze.

### Außenanlagen

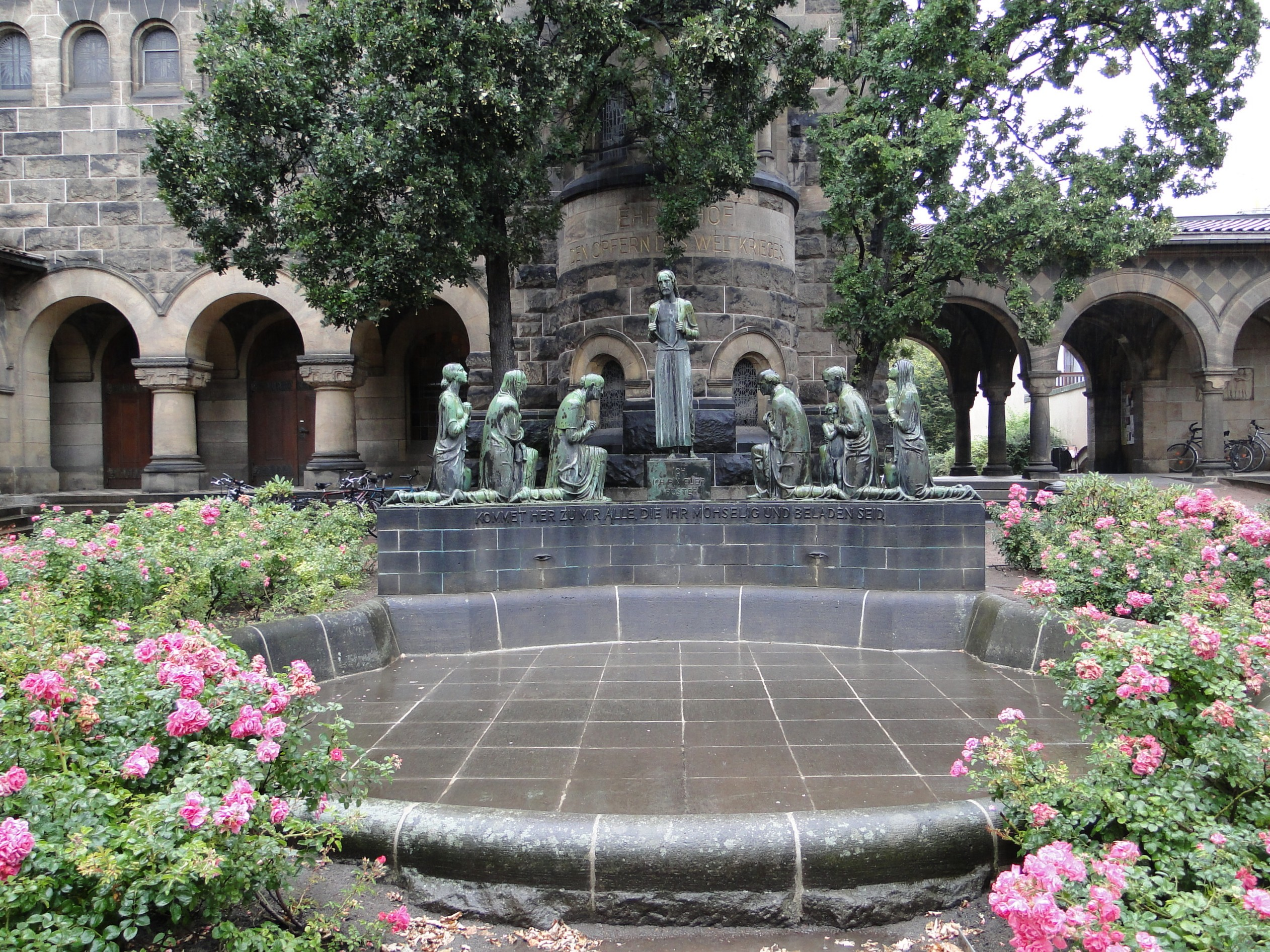
Brunnen an der Versöhnungskirche

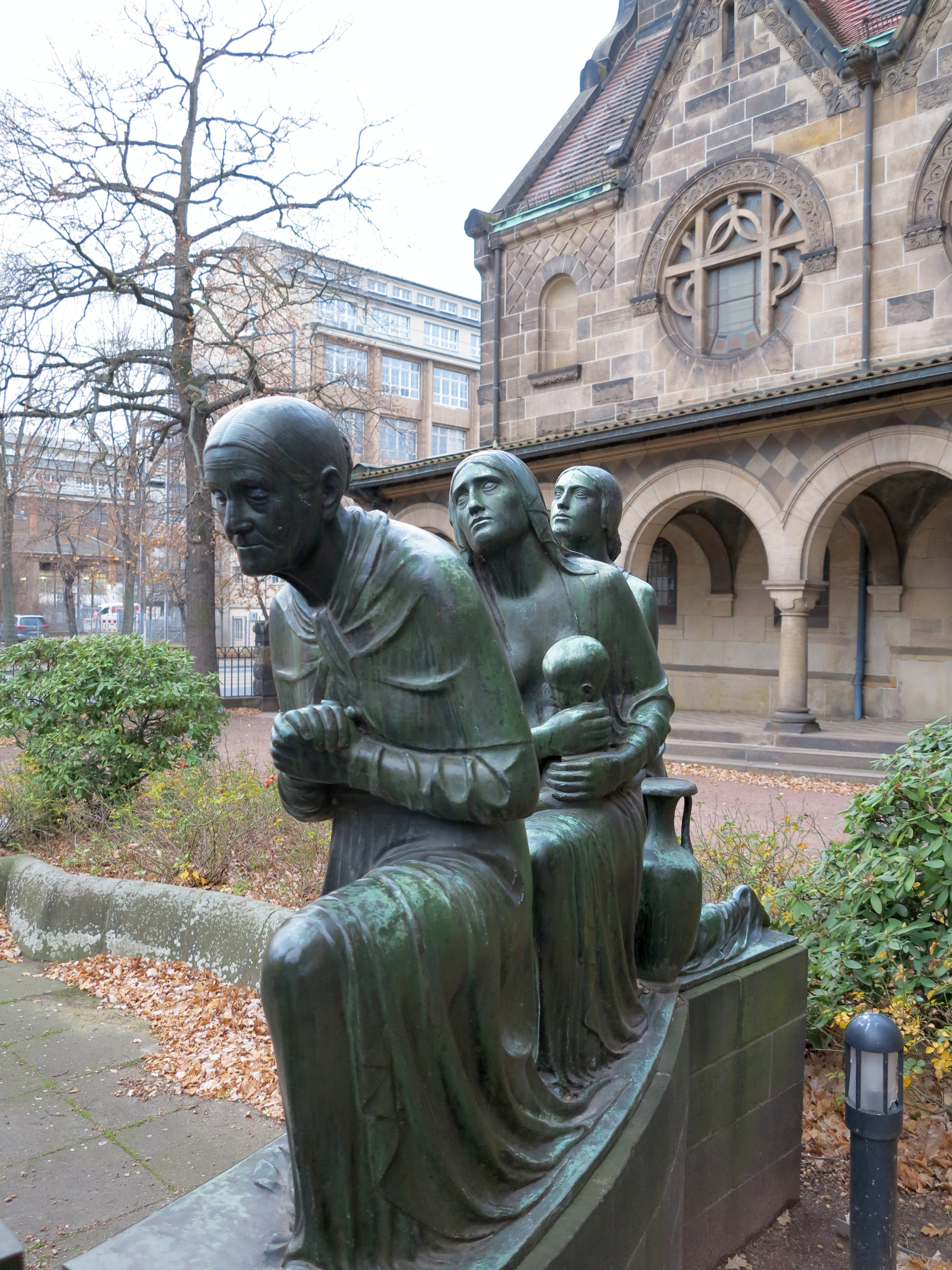
Detail des Brunnens an der Versöhnungskirche

Im von Arkaden eingefassten Vorhof der Kirche befindet sich ein Brunnen. Diese Anlage wurde zwischen 1925 und 1928 nach einem Entwurf des Architekten Willy Meyer errichtet. Die an seinem Rand platzierte Gruppenplastik des tröstenden Christus stammt von Selmar Werner und erinnert an die Gefallenen des Ersten Weltkriegs. An einem Treppenturm hinter der Gruppenplastik brachte man die Inschrift „Ehrenhof – Den Opfern des Weltkrieges“ mit vergoldeten Buchstaben an. Im Rahmen der Gesamtplanung (1903) zur Kirche war ein Marienbrunnen vorgesehen. Der konkrete Entwurf zur Brunnenanlage aus dem Jahr 1916, von den Bildhauern Hans Rödig und Martin Kuntze geschaffen, wurde nicht umgesetzt. Nach 1918 änderte man angesichts der Toten aus dem Ersten Weltkrieg die Überlegungen zur Idee eines „Ehrenhains“. Die Entwurfsplanungen für diesen neuen konzeptionellen Ansatz übertrug man Selmar Werner.
Dieses Kriegsdenkmal weicht radikal von der sonst üblichen Darstellungsweise nach dem Ersten Weltkrieg ab. Es ist eines der sehr, sehr wenigen Denkmale in Deutschland und auch in Europa, die den sinnlosen Tod im Krieg nicht als „heldenhaft“ und als „Opfer“ verklären. Im Gegensatz zu der sehr muskulösen Darstellung Jesu als Guten Hirten durch Georg Vrba im Altarraum der Versöhnungskirche zeigt der Jesus am Brunnen seine Wehr- und Gewaltlosigkeit. Zu ihm kommen Frauen und Kinder und ein alter Mann. Die „wehrfähigen“ Männer sind auf dem „Feld der Ehre“ geblieben. Sie gehören zu einer „verlorenen Generation“.
Die Arkadengänge an der Kirche begrenzen den damit gefassten Hof an drei Seiten. Rechts vom Kirchturm ermöglicht die Arkade den Durchgang zum hinteren Teil des Kirchengrundstückes, wo sich ein Gebäude der Gemeindeverwaltung befindet. Die beiden auf die Kirche hinführenden Arkadengänge steigen dem Geländeniveau folgend leicht an. Die damit verbundene leichte Erhöhung des zentralen Bauwerkbereiches war zur Verstärkung seiner Gesamtwirkung beabsichtigt und bereits in die bauvorbereitenden Gestaltungsschritte als Vorgabe eingeflossen. Vor dem Haupteingang der Kirche mit seinen zwei Portalen stehen zwei gedrungen wirkende Säulen mit einem leicht bombierten Schaft und jeweils einem Kapitell, das durch seine Ausschmückung mit Tierköpfen und schlichten Ornamentbändern auch Elemente mesoamerikanischer Architektur assoziativ aufgreift.